# Pii, Mîronivka
Pii (în ucraineană Пії) este localitatea de reședință a comunei Pii din raionul Mîronivka, regiunea Kiev, Ucraina.

## Demografie
Componența lingvistică a localității Pii
     Ucraineană (95,82%)
     Rusă (3,84%)
     Alte limbi (0,35%)
Conform recensământului din 2001, majoritatea populației localității Pii era vorbitoare de ucraineană (95,82%), existând în minoritate și vorbitori de rusă (3,84%).

## Legături externe
- pl Pije în Dicționarul geografic al Regatului Poloniei și al altor țări slave, volum VIII (Perepiatycha — Pożajście) 1887